# Pôle de compétitivité MATIKEM
Le pôle Matikem est un pôle de compétitivité français en chimie verte, écomatériaux et plastiques végétaux. Établi depuis 2005 dans le parc technologique de la Haute Borne de la Métropole européenne de Lille (Hauts-de-France), le pôle Matikem a décidé de fusionner avec le pôle de compétitivité UP-TEX et l'association GMTH  (Groupement  de  moyens  textile  et  habillement), associés à l’incubateur et accélérateur de start-ups textiles Innotex et au club d’entreprises des textiles innovants Clubtex, pour former le pôle de compétitivité EuraMaterials, dédié aux nouvelles industries de transformation des matériaux, à compter du 1er juillet 2019.

## Contexte des matériaux pour le développement durable
L'écoconception requiert la maitrise de multiples champs technologiques :
- les écomatériaux, dont la formulation conduit à un faible impact environnemental ;
- les matériaux biosourcés, issus de ressources renouvelables ;
- les matériaux multi-fonctionnels, pour des usages nouveaux de produits innovants ;
- les procédés associés.

## Domaine de recherches
Le pôle est né en 2005 sous la dénomination MAUD (Matériaux et Applications pour une Utilisation Durable)et est renommé Matikem en 2015.
L’activité du pôle « porte sur les matériaux, la chimie, la chimie verte et le développement durable, en lien avec les marchés économiques », notamment celui dérivé des plastiques végétaux. Les plastiques végétaux sont des matériaux composés uniquement de produits naturels tels que l'amidon.
Les valorisations des recherches concernent de multiples secteurs économiques : 
- matériaux à usage domestique, arts de la table ;
- imprimerie et arts graphiques ;
- packaging et emballages ;
- plasturgie et matériaux bio-sourcés.

## Membres et infrastructures de recherches
Avec plus de 100 millions d'euros d'investissements publics et privés, le pôle comprend :
- 78 entreprises, telles que Arc International, Roquette Frères, Bureau Veritas, Cascades Blendecques, Laboratoires Anios, Norampac Avot Vallée SAS, Sical, Ugine & ALZ, Bonduelle, Mac Bride, Saverglass, Vesuvius ;
- un centre d’applications industrielles des matériaux innovants agro-sourcés (CREPIB) à Bruay-la-Buissière et des démonstrateurs technologiques Roquette de procédés innovants à Lestrem ;
- des institutions de recherches de la COMUE Lille Nord de France, notamment sur le campus de la Cité scientifique à Villeneuve-d'Ascq, telles que l'Université de Lille, l'École nationale supérieure de chimie de Lille et l'Institut des molécules et de la matière condensée de Lille - Unité de catalyse et de chimie du solide (UCCS), l'Institut d'électronique de microélectronique et de nanotechnologie (IEMN Lille), l'Institut national de la recherche agronomique (INRA Lille)[5].

Le pôle Matikem est aussi l'un des actionnaires de l'Institut français des matériaux agro-sourcés (IFMAS) de la COMUE Lille Nord de France, qui est « l’institut de recherche, valorisation et formation dans la chimie du végétal » et qui a été labellisé « institut d'excellence sur les énergies décarbonées (IEED) » en mars 2012. Son but est de créer une nouvelle filière allant des plantes aux plastiques végétaux.